# Advent-Wohlfahrtswerk
Das Advent-Wohlfahrtswerk e. V. (AWW) ist das Sozialwerk der Freikirche der Siebenten-Tags-Adventisten in Deutschland.

## Geschichte
Das Advent-Wohlfahrtswerk entstand 1897 und wurde 1927 als Advent-Wohlfahrtswerk (AWW) ein eingetragener Verein. Das AWW ist Gründungsmitglied (1928) im Deutschen Paritätischen Wohlfahrtsverband.
Am Ende des 19. Jahrhunderts entstanden in Deutschland und anderen Ländern Europas Wohlfahrtsgruppen, die sich „Tabea-Gruppen“ nannten; benannt nach Tabea einer in der Apostelgeschichte (9,36 ff) erwähnten Armenpflegerin. Die Gruppen sammelten Nahrungsmittel, Kleidungsstücke und Schuhe und verteilte sie an Bedürftige. 1899 wurde eine erste Armenkasse eingerichtet.
Das wohl dunkelste Kapitel des Advent-Wohlfahrtswerkes begann unter dem 2. Leiter Otto Brozio, der diese Aufgabe ab 1938 nach dem Tod von Hulda Jost übernahm. Er nannte die nationalsozialistische Revolution „die größte aller Zeiten“, weil sie die Gesetze der Vererbung zur Grundlage ihres völkischen Lebens machte. Auch in einigen weiteren Veröffentlichungen wurde Hitler als Gott gesandter bezeichnet und die Siege der Wehrmacht verherrlicht und betont, dass der AWW an diesen „nicht tatenlos daneben gestanden, sondern mitgearbeitet“ habe. Trotzalldem blieb Brozio auch nach dem Zweiten Weltkrieg bis 1968 Leiter des AWW. Auch wenn die Freikirche der Siebenten-Tags-Adventisten die NS-Zeit versuchte aufarbeiteten und sich für ihr Versagen entschuldigte, fehlen jegliche Stellungnahmen vom Advent-Wohlfahrtswerk und in deren Eigendarstellung wird dieses Kapitel bis auf weiteres ausgelassen.
Trotz aller Bemühung wurde dennoch während des NS-Staats das AWW der Nationalsozialistischen Volkswohlfahrt unterstellt. Nach Kriegsende wurde das Advent-Wohlfahrtswerk 1949 wieder lizenziert und im selben Jahr auch wieder Mitglied im neugegründeten Deutschen Paritätischen Wohlfahrtsverband der Bundesrepublik Deutschland. In der DDR wurde es nicht gestattet, das Advent-Wohlfahrtswerk als Trägerorganisation zu gründen.

## Ziele und Organisation

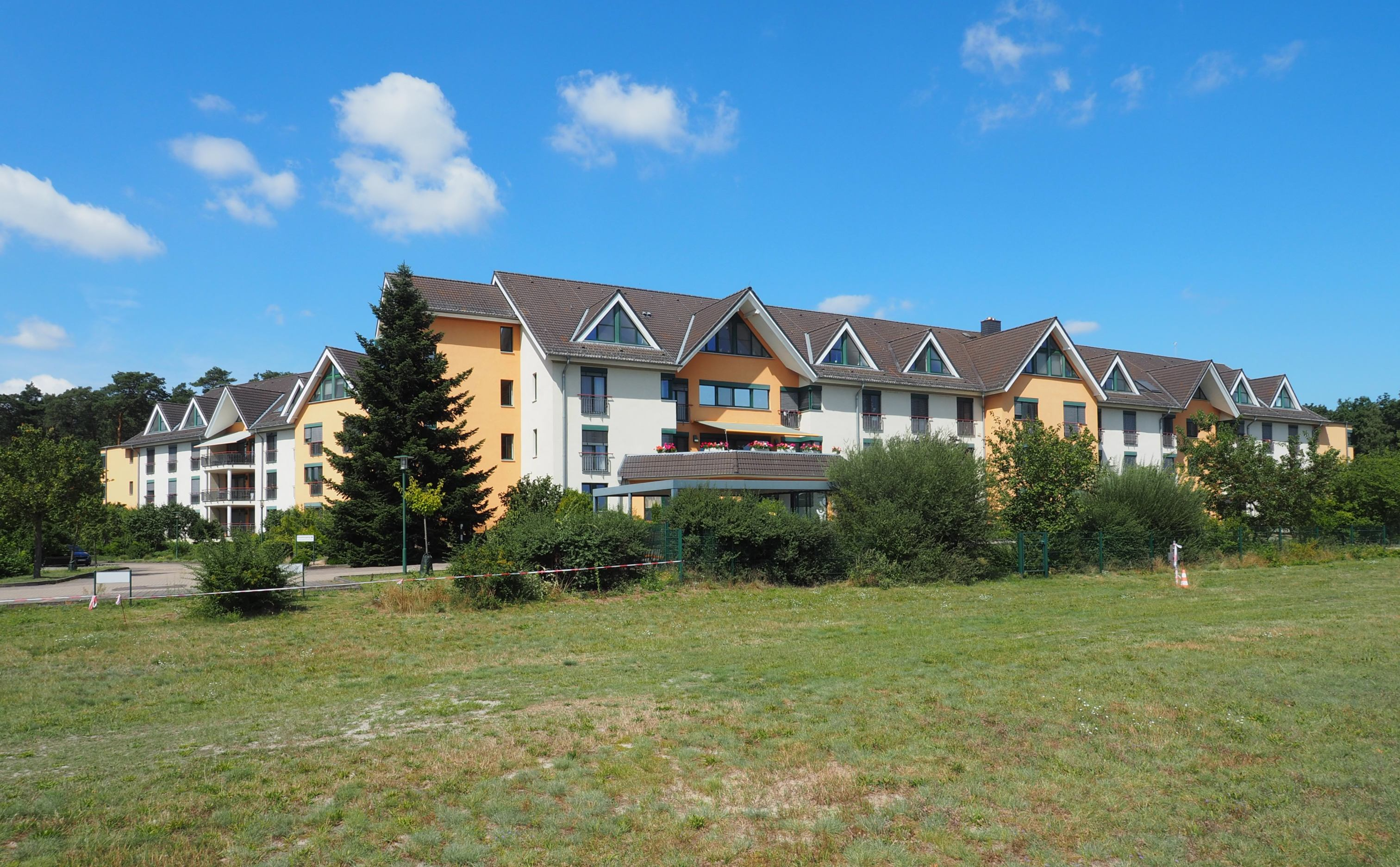
Altenheim in Friedensau, mit eigenem Bewegungsbad

Die soziale und karitative Tätigkeit des Vereins gilt hilfsbedürftigen Menschen ohne Ansehen der Person und ohne Unterschied von ethnischer Herkunft, dem Geschlecht, der Religion oder Weltanschauung, des Alters oder der sexuellen Identität. Das AWW arbeitet auf regionaler und überregionaler Ebene eng mit den Trägern der Sozialarbeit zusammen, z. B. in der Altenpflege, der Suchtkrankenhilfe und der Obdachlosenhilfe.
Die ehrenamtliche soziale Arbeit ist in AWW-Helferkreisen organisiert und geschieht darüber hinaus durch Mitglieder der Adventgemeinden. Das AWW unterhält ein Netzwerk sozialer Einrichtungen in Deutschland, wie z. B. Kindertagesstätten, der Adventschule Oberhavel - eine Oberschule mit Grundschulteil in Oranienburg, Seniorenheime, Hospize, eine Suchtberatungs- und Behandlungsstelle in Chemnitz, ein Übernachtungshaus für wohnungslose Frauen in Leipzig, sowie das Haus Odenwald, eine Einrichtung für Menschen mit Behinderung.
Als Gründungsmitglied ist das Advent-Wohlfahrtswerk eines der ältesten Mitglieder des Deutschen Paritätischen Wohlfahrtsverbands und auch eine der ältesten überregionalen Vereine des Paritätischen Gesamtverbandes.

## Geschäftsführer
- Hulda Jost (1928 – 1938)[4]
- Otto Brozio (1938 – 1968)
- Hannelore Witzig (1969 – 1985)
- Ivar Naehring (1986 – 1992)
- Cornelius Kraus (1993 – 1999)
- Martin Haase (1999 – 2000)
- Rainer Winkelhoch (2001 – 2010)
- Lothar Scheel (2011 – 2020)
- Volkmar Proschwitz (seit 1. Juli 2020)